# Cal Maimó
Cal Maimó és una casa de Ciutadilla (Urgell) inclosa a l'Inventari del Patrimoni Arquitectònic de Catalunya.

## Descripció
Casa de grans dimensions situada just al costat de la casa de la vila del poble de Ciutadilla.
Consta de tres pisos en façana.
A la planta baixa hi ha una única obertura, la porta d'accés a la casa, d'arc rebaixat dovellat, que segurament és fruit d'una remodelació contemporània dels baixos.
A la primera planta s'observen dues obertures en forma de dues finestres bessones acabades superiorment per unes llindes clàssiques d'arc conopial central. Al pis superior trobem paral·leles dues finestretes, més petites i acabades també amb llinda amb un petit arc conopial. A les golfes només s'obre una senzilla finestreta quadrada sense cap decoració.

## Història
Aquesta casa es trobava unida al que ara és l'ajuntament de Ciutadilla, però fou venuda i dividida en dues residències independents.